# Campionati del mondo di ciclismo su pista 2016

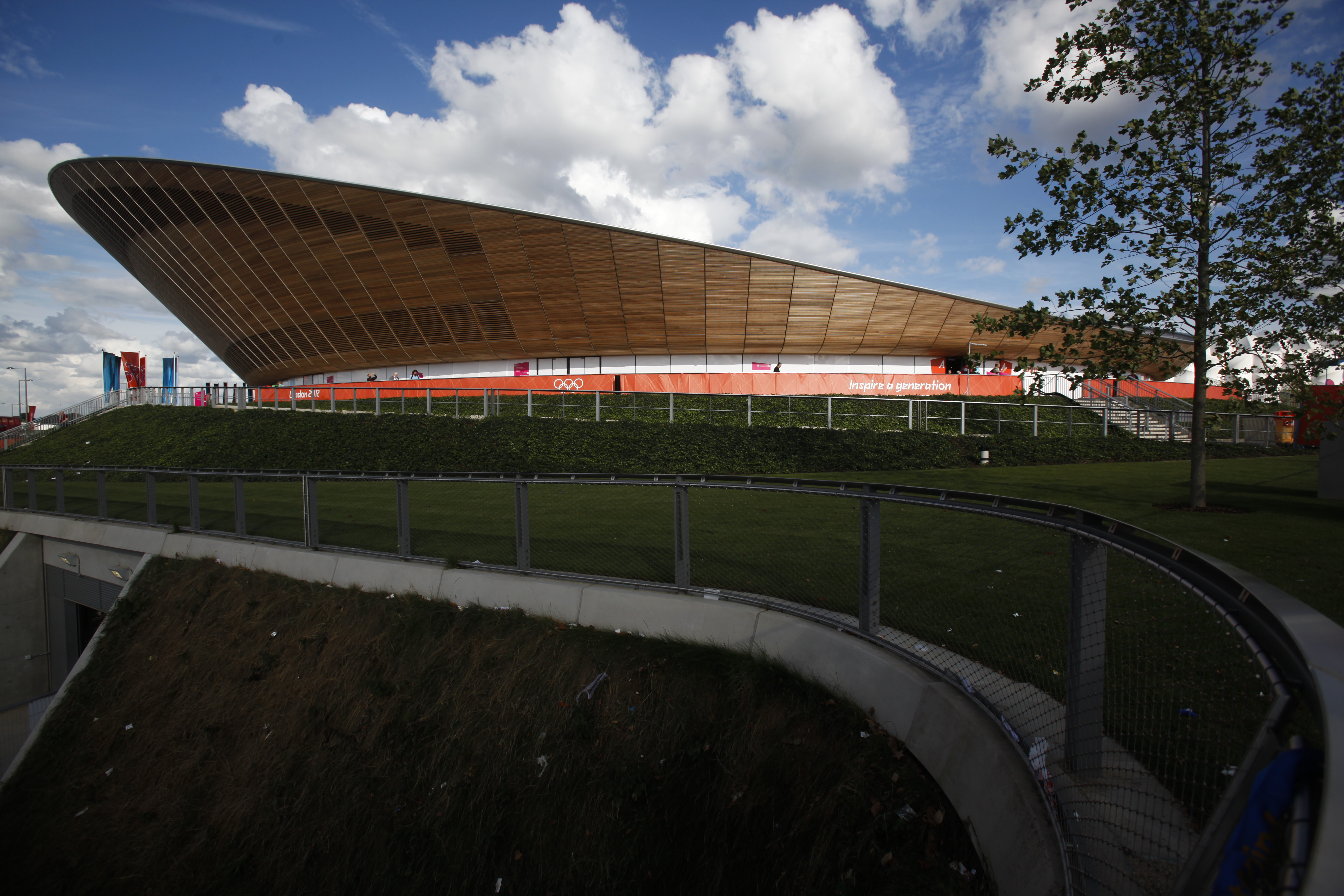
Il London Velopark, sede dell'evento

I Campionati del mondo di ciclismo su pista 2016 si svolsero a Londra, nel Regno Unito, dal 2 al 6 marzo, all'interno del London Velopark.
Furono 19 le gare in programma, di cui 10 maschili e 9 femminili.

## Gare
Orari locali, UTC+1.
Mercoledì 2 marzo
- 13:00-21:30
  - Scratch maschile
  - Inseguimento individuale femminile
  - Velocità a squadre femminile
  - Velocità a squadre maschile

Giovedì 3 marzo
- 13:00-21:00
  - Chilometro a cronometro maschile
  - Scratch femminile
  - Keirin femminile
  - Inseguimento a squadre maschile

Venerdì 4 marzo
- 09:00-21:45
  - 500 metri a cronometro femminile
  - Corsa a punti maschile
  - Inseguimento individuale maschile
  - Inseguimento a squadre femminile

Sabato 5 marzo
- 10:00-22:20
  - Corsa a punti femminile
  - Omnium maschile
  - Velocità maschile

Domenica 6 marzo
- 10:00-17:45
  - Velocità femminile
  - Keirin maschile
  - Omnium femminile
  - Americana

## Partecipanti
Partecipano ai campionati 390 ciclisti in rappresentanza di 45 federazioni affiliate all'Unione Ciclistica Internazionale. Le più numerose sono le rappresentanze britannica e tedesca, con 21 atleti.
- Australia (20)
- Austria (2)
- Azerbaigian (2)
- Belgio (6)
- Bielorussia (8)
- Brasile (5)
- Canada (15)
- Cile (1)
- Cina (20)
- Colombia (7)
- Corea del Sud (6)
- Cuba (3)

- Danimarca (9)
- Egitto (1)
- Finlandia (1)
- Francia (18)
- Germania (21)
- Giappone (13)
- Gran Bretagna (21)
- Hong Kong (7)
- India (1)
- Irlanda (9)
- Italia (16)

- Kazakistan (3)
- Lituania (4)
- Malaysia (2)
- Marocco (8)
- Messico (6)
- Nuova Zelanda (19)
- Paesi Bassi (15)
- Polonia (17)
- Portogallo (4)
- Rep. Ceca (9)
- Russia (20)

- Slovacchia (1)
- Spagna (15)
- Stati Uniti (14)
- Sudafrica (3)
- Svizzera (7)
- Suriname (1)
- Taipei cinese (1)
- Trinidad e Tobago (1)
- Ucraina (9)
- Ungheria (1)
- Venezuela (6)

## Medagliere
Vengono assegnate 57 medaglie in 19 eventi.
| Pos.   | Nazione       | Oro | Argento | Bronzo | Totale |
| ------ | ------------- | --- | ------- | ------ | ------ |
| 1      | Gran Bretagna | 5   | 1       | 3      | 9      |
| 2      | Germania      | 3   | 2       | 3      | 8      |
| 3      | Australia     | 2   | 2       | 1      | 5      |
| 4      | Russia        | 2   | 0       | 1      | 3      |
| 5      | Cina          | 1   | 2       | 0      | 3      |
| 6      | Nuova Zelanda | 1   | 1       | 0      | 2      |
| 6      | Polonia       | 1   | 1       | 0      | 2      |
| 8      | Spagna        | 1   | 0       | 1      | 2      |
| 8      | Stati Uniti   | 1   | 0       | 1      | 2      |
| 10     | Colombia      | 1   | 0       | 0      | 1      |
| 10     | Italia        | 1   | 0       | 0      | 1      |
| 12     | Paesi Bassi   | 0   | 3       | 1      | 4      |
| 13     | Canada        | 0   | 2       | 2      | 4      |
| 14     | Francia       | 0   | 2       | 1      | 3      |
| 15     | Austria       | 0   | 1       | 0      | 1      |
| 15     | Hong Kong     | 0   | 1       | 0      | 1      |
| 15     | Messico       | 0   | 1       | 0      | 1      |
| 18     | Belgio        | 0   | 0       | 1      | 1      |
| 18     | Cuba          | 0   | 0       | 1      | 1      |
| 18     | Danimarca     | 0   | 0       | 1      | 1      |
| 18     | Malaysia      | 0   | 0       | 1      | 1      |
| 18     | Svizzera      | 0   | 0       | 1      | 1      |
| Totale | Totale        | 19  | 19      | 19     | 57     |

## Podi
| Eventi                            | Oro                                                                                               | Prestazione | Argento                                                                                         | Prestazione | Bronzo                                                                                                 | Prestazione |
| Uomini                            |                                                                                                   |             |                                                                                                 |             | |             |
| Velocità dettagli                 | Jason Kenny Gran Bretagna                                                                         |             | Matthew Glaetzer Australia                                                                      |             | Denis Dmitriev Russia                                                                                  |             |
| Chilometro a cronometro dettagli  | Joachim Eilers Germania                                                                           | 1'00"042    | Theo Bos Paesi Bassi                                                                            | 1'00"461    | Quentin Lafargue Francia                                                                               | 1'01"581    |
| Inseguimento individuale dettagli | Filippo Ganna Italia                                                                              | 4'16"141    | Domenic Weinstein Germania                                                                      | 4'18"275    | Andrew Tennant Gran Bretagna                                                                           | 4'18"301    |
| Inseguimento a squadre dettagli   | Australia Michael Hepburn Callum Scotson Miles Scotson Sam Welsford Luke Davison Alexander Porter | 3'52"727    | Gran Bretagna Ed Clancy Jonathan Dibben Owain Doull Bradley Wiggins Steven Burke Andrew Tennant | 3'53"856    | Danimarca Casper von Folsach Lasse Norman Hansen Niklas Larsen Frederik Madsen Rasmus Christian Quaade | 3'55"936    |
| Velocità a squadre dettagli       | Nuova Zelanda Edward Dawkins Ethan Mitchell Sam Webster                                           | 43"257      | Paesi Bassi Matthijs Büchli Nils van 't Hoenderdaal Jeffrey Hoogland Hugo Haak                  | 43"469      | Germania Joachim Eilers René Enders Max Niederlag                                                      | 43"536      |
| Keirin dettagli                   | Joachim Eilers Germania                                                                           |             | Edward Dawkins Nuova Zelanda                                                                    | a 0"002     | Azizulhasni Awang Malaysia                                                                             | a 0"068     |
| Scratch dettagli                  | Sebastián Mora Spagna                                                                             |             | Ignacio Prado Messico                                                                           |             | Claudio Imhof Svizzera                                                                                 |             |
| Corsa a punti dettagli            | Jonathan Dibben Gran Bretagna                                                                     | 48 p.ti     | Andreas Graf Austria                                                                            | 48 p.ti     | Kenny De Ketele Belgio                                                                                 | 43 p.ti     |
| Americana dettagli                | Gran Bretagna Mark Cavendish Bradley Wiggins                                                      | 21 pt.      | Francia Morgan Kneisky Benjamin Thomas                                                          | 14 pt.      | Spagna Sebastián Mora Albert Torres                                                                    | 12 pt.      |
| Omnium dettagli                   | Fernando Gaviria Colombia                                                                         | 191 pt.     | Roger Kluge Germania                                                                            | 191 pt.     | Glenn O'Shea Australia                                                                                 | 191 pt.     |
| Donne                             |                                                                                                   |             |                                                                                                 |             | |             |
| Velocità dettagli                 | Zhong Tianshi Cina                                                                                |             | Lin Junhong Cina                                                                                |             | Kristina Vogel Germania                                                                                |             |
| 500 metri a cronometro dettagli   | Anastasija Vojnova Russia                                                                         | 32"959      | Lee Wai Sze Hong Kong                                                                           | 33"736      | Elis Ligtlee Paesi Bassi                                                                               | 33"760      |
| Inseguimento individuale dettagli | Rebecca Wiasak Australia                                                                          | 3'34"099    | Małgorzata Wojtyra Polonia                                                                      | 3'41"904    | Annie Foreman-Mackey Canada                                                                            | 3'36"055    |
| Inseguimento a squadre dettagli   | Stati Uniti Kelly Catlin Chloe Dygert Sarah Hammer Jennifer Valente                               | 4'16"802    | Canada Allison Beveridge Jasmin Glaesser Kirsti Lay Georgia Simmerling                          | 4'19"525    | Gran Bretagna Elinor Barker Ciara Horne Joanna Rowsell Laura Trott                                     | 4'16"540    |
| Velocità a squadre dettagli       | Russia Dar'ja Šmelëva Anastasija Vojnova                                                          | 32"679      | Cina Gong Jinjie Zhong Tianshi                                                                  | REL         | Germania Kristina Vogel Miriam Welte                                                                   | 32"740      |
| Keirin dettagli                   | Kristina Vogel Germania                                                                           |             | Anna Meares Australia                                                                           | a 0"078     | Rebecca James Gran Bretagna                                                                            | a 0"106     |
| Scratch dettagli                  | Laura Trott Gran Bretagna                                                                         |             | Kirsten Wild Paesi Bassi                                                                        |             | Stephanie Roorda Canada                                                                                |             |
| Corsa a punti dettagli            | Katarzyna Pawłowska Polonia                                                                       | 15 pt.      | Jasmin Glaesser Canada                                                                          | 14 pt.      | Arlenis Sierra Cuba                                                                                    | 14 pt.      |
| Omnium dettagli                   | Laura Trott Gran Bretagna                                                                         | 201 pt.     | Laurie Berthon Francia                                                                          | 183 pt.     | Sarah Hammer Stati Uniti                                                                               | 182 pt.     |